# Anacanthobatis stenosoma
Anacanthobatis stenosoma е вид хрущялна риба от семейство Anacanthobatidae.

## Разпространение и местообитание
Видът е разпространен в Китай.

## Описание
На дължина достигат до 52 cm.